# Amt Wartenfels

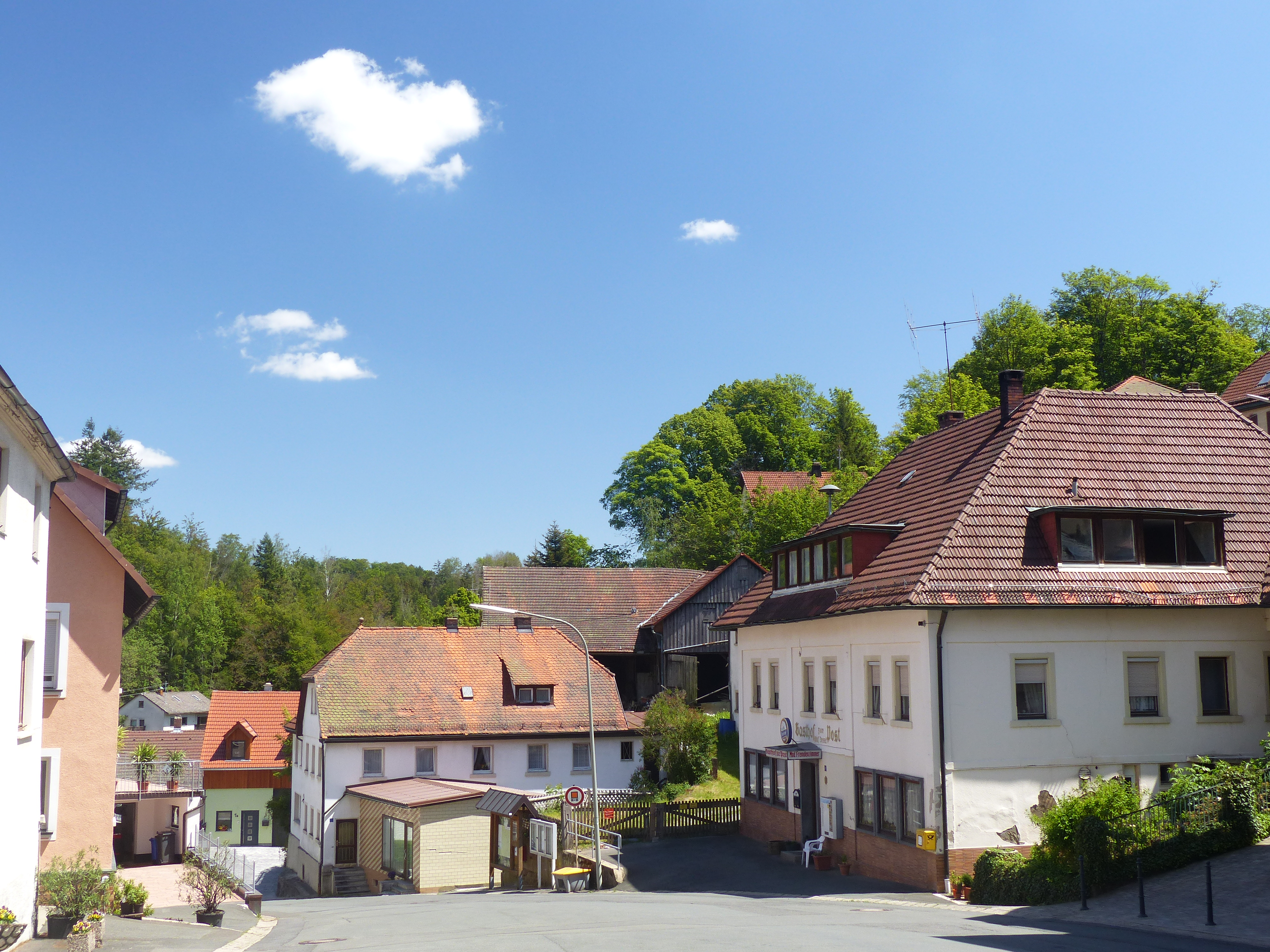
Das Pfarrdorf Wartenfels, der ehemalige Verwaltungssitz des Amtes Wartenfels

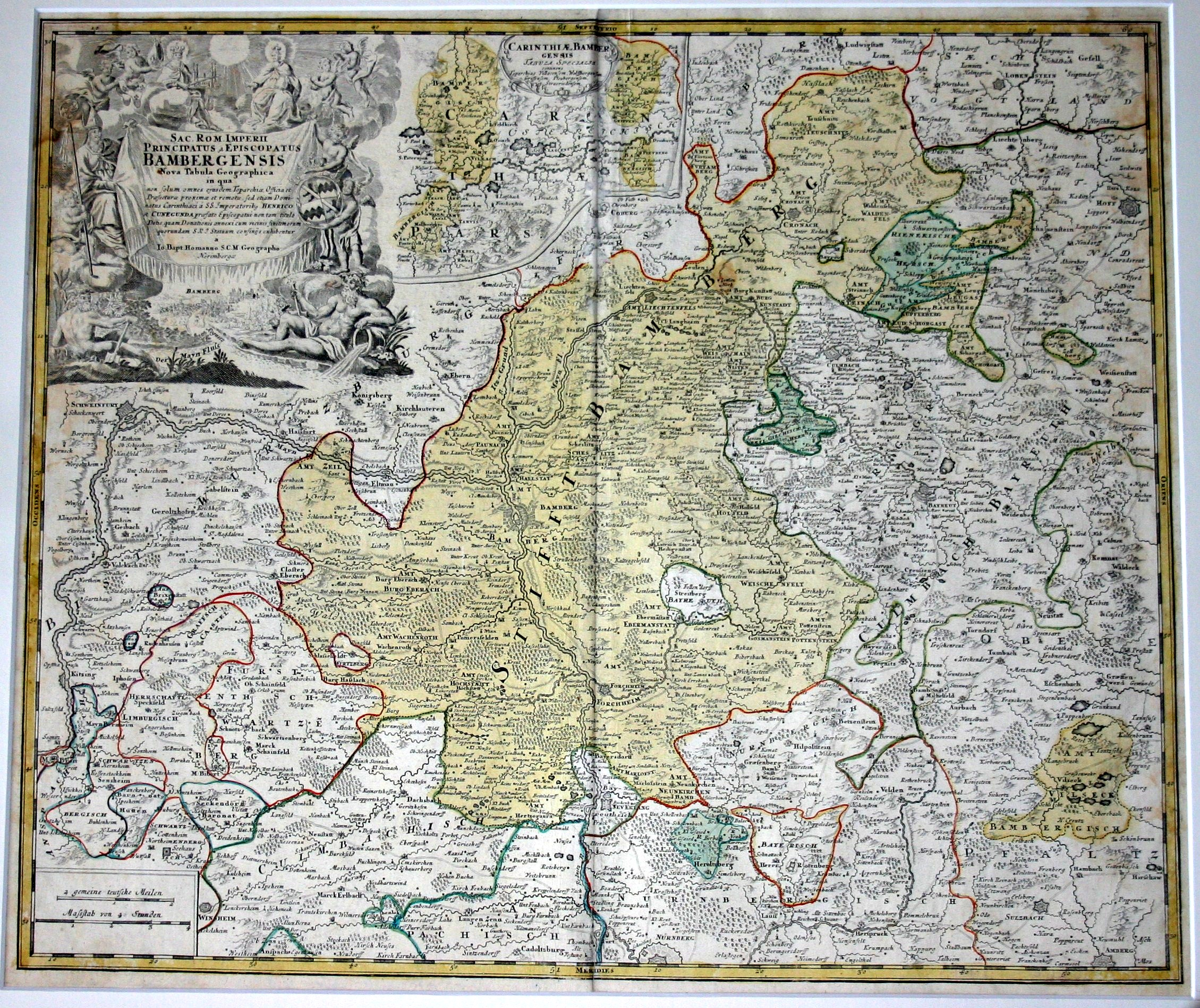
Das Territorium des Hochstiftes Bamberg

Das Amt Wartenfels war ein Verwaltungsgebiet des Hochstiftes Bamberg, eines reichsunmittelbaren Territoriums im Heiligen Römischen Reich. Das dem Fränkischen Reichskreis zugeordnete Hochstift Bamberg war ein geistliches Fürstentum, das bis zum Beginn des 19. Jahrhunderts existierte.

## Geografie
Das im Nordosten des Bamberger Herrschaftsgebietes gelegene Amt war eines der kleineren hochstiftischen Ämter. Seine bambergischen Nachbarämter waren das Amt Wallenfels im Nordwesten und das Amt Stadtsteinach im Südosten und Osten. Im Westen lag das Vogteiamt Seibelsdorf, das eine Exklave des brandenburg-bayreuthischen Oberlandes bildete.

## Geschichte
Das Amt Wartenfels war aus drei an das Hochstift Bamberg heimgefallenen oder rückgekauften Rittergütern gebildet worden. Bei diesen ehemaligen Adelsherrschaften  handelte es sich um die Rittergüter Wartenfels, Losau und Rugendorf. In konfessioneller Hinsicht nahm das Rittergut Rugendorf dabei eine besondere Rolle ein, denn dieses war auch nach dem 1629 durch das Hochstift erfolgten Rückkauf evangelisch geblieben. Die im Anschluss an den Rückkauf gewaltsam durchgeführte Rekatholisierung blieb dabei nur Episode, denn sie musste nach dem Westfälischen Frieden und dem 1650 abgeschlossenen Nürnberger Religionsvergleich rückgängig gemacht und der „konfessionelle Normalzustand“ aus dem Jahr 1624 wieder hergestellt werden.

## Struktur
Die Verwaltung bestand am Ende des Hochstiftes aus einem Vogteiamt, einem Steueramt, einem Kastenamt und einem Centamt. Das um Wartenfels gelegene Kerngebiet des Amtes war dabei hinsichtlich der Hochgerichtsbarkeit, der Vogtei und der kameralistischen Verwaltung in sich geschlossen. Lediglich die Rechnungsführung war für die drei ehemaligen Rittergüter Wartenfels, Losau und Rugendorf separat beibehalten worden. Eine Sonderrolle spielte hingegen die innerhalb des Vogteiamtes Seibelsdorf gelegene Exklave Wurbach, in dessen Dorfmarkung die Dorf- und Gemeindeherrschaft gemeinsam mit dem Amt Stadtsteinach ausgeübt wurde, was allerdings vom Seibelsdorfer Vogtamt bestritten wurde.

### Amtssitz
Der Sitz der Amtsverwaltung befand sich in dem in Wartenfels gelegenen Schloss Wartenfels.

### Amtspersonal
An der Spitze der Amtsverwaltung stand ein Vogt, der auch als Centrichter, Kastner, Steuer-, Umgeld-, Akzis- und Zolleinnehmer sowie Forstmeister fungierte. Der Vogt wurde in seinen Amtsgeschäften von einem Gerichtsaktuarius unterstützt, der auch als Handwerksschreiber und Kastenmesser tätig war. Außerdem gehörten noch ein Unterrichter und ein Amtsknecht zum Personal der Amtsverwaltung.

### Vogteiamt
Das Vogteiamt Wartenfels war eines der 54 Vogteiämter des Hochstifts Bamberg. Der Vogteibezirk des Wartenfels Amtes umfasste folgende Dorfmarkungen und Ortschaften:
Altenreuth, Braunersreuth, Deckenreuth, Eisenwind, Kübelhof, Losau, Oberehesberg, Reichenbach, Rugendorf (gemeinsame Ausübung der Hochgerichtsbarkeit mit dem Centamt Stadtsteinach, westlich des Kaulbaches mit dem Vogteiamt Seibelsdorf strittig), Schafhaus, Schafhof, Seubetenreuth, Unterehesberg, Wartenfels, und Wurbach.

### Centamt
Das Centamt Wartenfels war eines der 29 Centämter des Hochstiftes Bamberg. Sein Hochgerichtsbezirk war deckungsgleich mit dem Kerngebiet des Wartenfelser Vogteibezirks. Nur die Exklave Wurbach spielte auch hier eine Sonderrolle, denn in dessen Dorfmarkung war die Ausübung der Hochgerichtsbarkeit mit dem Amt Seibelsdorf strittig.

### Steueramt
Das Steueramt Wartenfels war eines der 46 Steuerämter des Hochstiftes Bamberg. Der räumliche Wirkungsbereich des Steueramtes war deckungsgleich mit dem des Wartenfelser Vogteiamtes.
Die wirtschaftliche Bedeutung des Amtes für das Hochstift Bamberg war relativ gering. Es gehörte zu den Ämtern mit dem geringsten Wirtschaftsertrag und wurde daher zum Ende des 17. Jahrhunderts als Amt I Klasse (von 5) geführt. Die Steuererträge des Steueramtes betrugen im Schnitt in der Amtszeit von Peter Philipp von Dernbach (1672–1683) 629 und in der Amtszeit von Marquard Sebastian Schenk von Stauffenberg (1683–1693) 425 fränkische Gulden pro Jahr, bei einem Jahresdurchschnitt aller Ämter von 1943 Gulden.

### Kastenamt
Das Kastenamt Wartenfels war eines der 24 Kastenämter des Hochstiftes Bamberg.

### Bergamt
Das Bergrecht im Amt Wartenfels hatte eine wirtschaftliche Bedeutung. Zunächst war das Kastenamt hierfür zuständig gewesen. In der zweiten Hälfte des 18. Jahrhunderts wurde ein gesondertes Bergamt eingerichtet. Es war ab 1796 dem Oberbergwerkskollegium nachgeordnet.

## Persönlichkeiten

### Oberamtmänner
- Ferdinand Christoph von Künsberg (1760–1765)[24][25]

### Vögte
- Alb. Philipp Heger (Vogt bis 1804)[26]